# Convoy de los 35
El Convoy de los 35 (o Lamed Hei que significa "treinta cinco" en numeración hebrea) se refiere a 35 soldados de la Haganá que resultaron muertos durante un intento de reabastecimiento de alimentos a los judíos de los kibutzim de Gush Etzion el 16 de enero de 1948, después de que una serie de convoyes habían sido atacados durante la primera etapa de la Guerra de independencia de Israel.

## El ataque

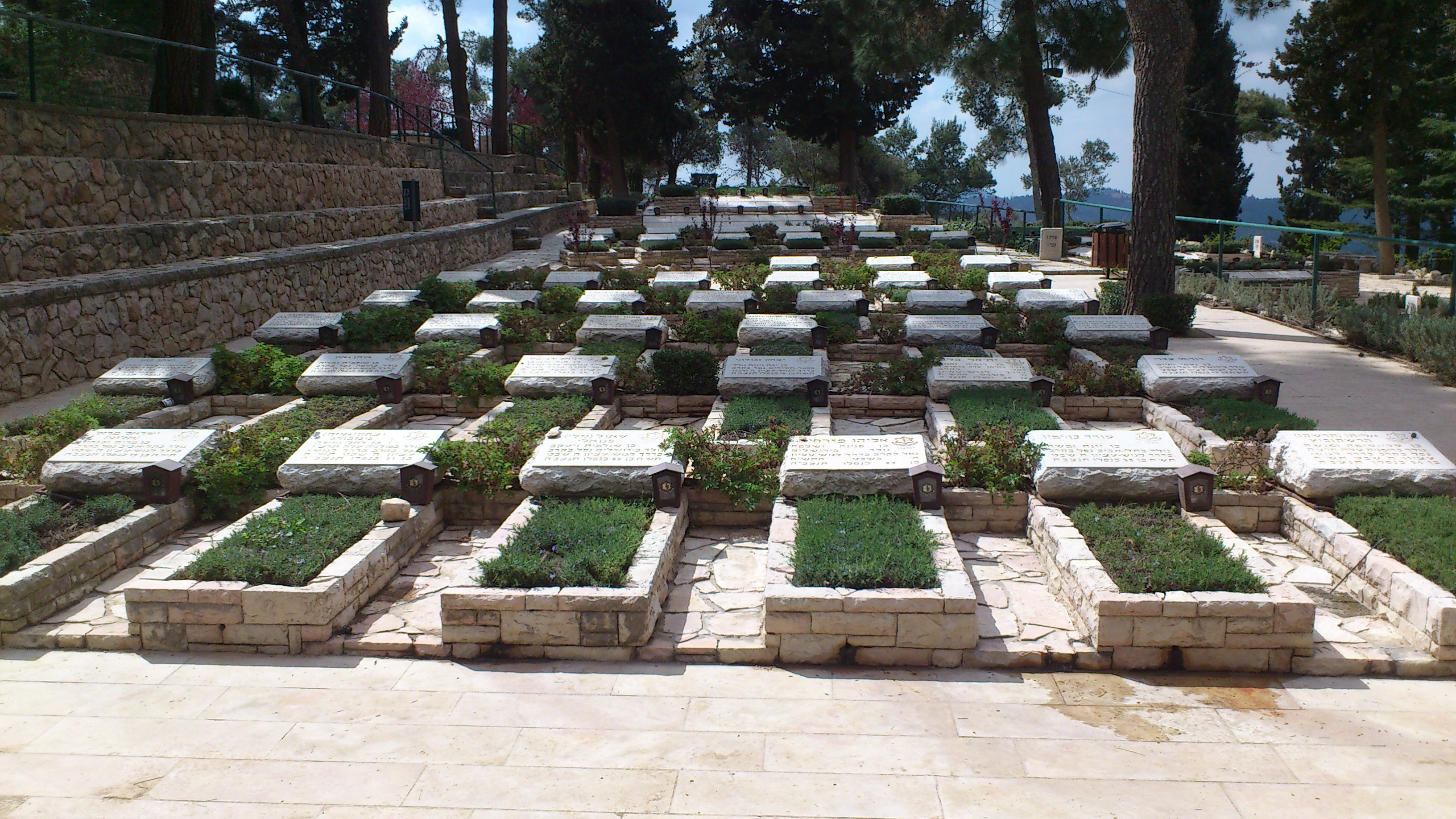
Tumbas del Convoy de los 35 en el Monte Herzl en Jerusalén.

El 16 de enero de 1948, un convoy de 38 miembros fue enviado por la Haganá para el reabastecimiento de cuatro kibutz asediados de Gush Etzion (el bloque Etzion), al sur de Jerusalén, tras el ataque árabe del 14 de enero. Los treinta y ocho miembros de la Haganá partieron a pie hacia Hartuv a las 11 p. m. el 15 de enero, al mando de Danny Mas. Ellos realizaron un largo rodeo alrededor de la estación de policía, un fuerte Tegart, para evitar ser detectados por los británicos, pero esto les llevó cerca de una gran base de militantes árabes. Tres de los miembros fueron enviados de regreso porque uno de ellos sufrió un esguince en el tobillo, y los otros dos lo acompañaron. Los 35 restantes resultaron muertos en el enfrentamiento que tuvo lugar en las afueras de la aldea árabe de Surif. 

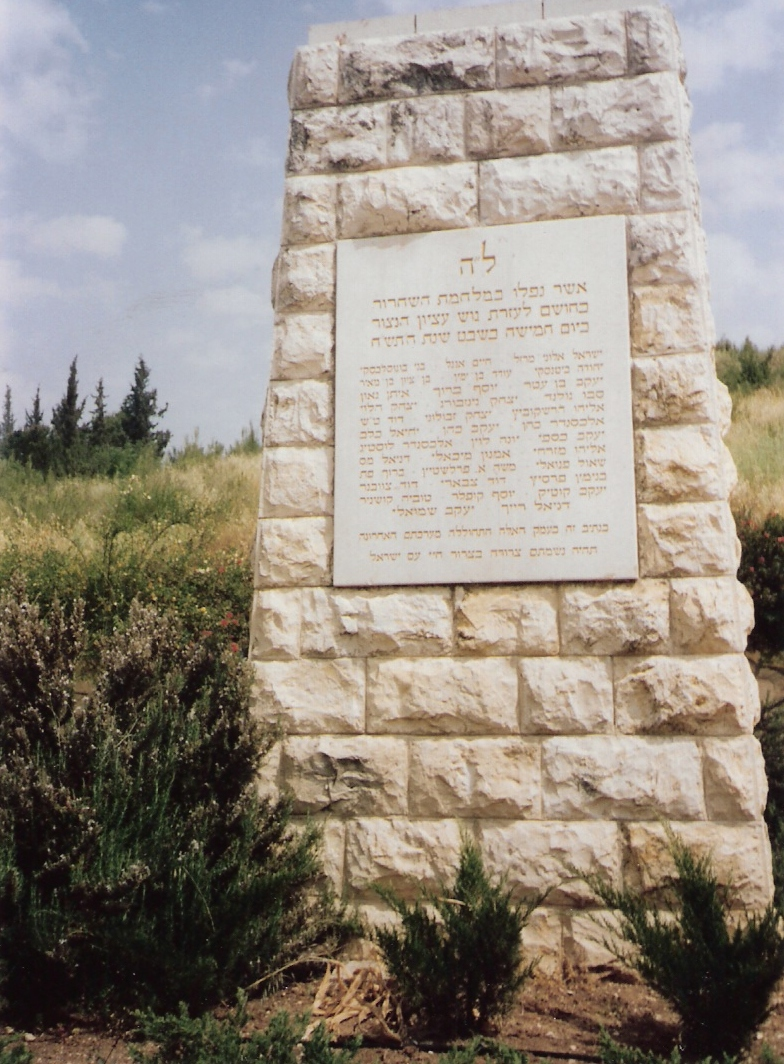
Un monumento en conmemoración de las víctimas de Netiv HaLamed He.

Las seis horas de la noche no fueron suficientes para realizar el viaje. Cerca de una hora antes de que el convoy llegara a su destino, se hizo la luz. No muy lejos de la aldea de Surif, cerca de Gush Etzion, fueron detectados por un pastor árabe que dio la voz de alarma. Un gran número de aldeanos armados de Surif y otras comunidades se reunieron para bloquear el camino. La batalla tuvo dos fases, con cuatro horas de diferencia, con cientos de milicianos árabes participando. Los soldados lucharon hasta que se agotaron las municiones. En lugar de entregarse o intentar retirarse, lanzaron piedras hasta que todos resultaron muertos. El último de los soldados en morir lo hizo, al parecer, sobre las 4:30 p. m..
Una conversación telefónica acerca de la batalla fue interceptada por el Irgún, en el que se escuchó que muchos fueron muertos y otros resultaron heridos. Posteriormente, ninguna palabra de los 35 soldados se recibió durante mucho tiempo y heridos árabes comenzaron a llegar a Hebrón, los británicos enviaron un pelotón del Regimiento Real de Sussex para realizar una investigación. Después de conminar y exhortar a los aldeanos, los británicos fueron llevados al sitio de la batalla donde se encontraron los 35 cadáveres. Muchos de los cuerpos habían sido mutilados, algunos cuerpos estaban irreconocibles. La colina donde los cuerpos se encontraron estaba dentro de la Línea Verde, aunque este hecho no se conoció hasta después de la Guerra de los Seis Días.
La historia de los 35 miembros fue inmortalizado en un emotivo poema "Aquí nuestros cuerpos descansan" escrito por Haim Gouri. En agosto de 1949, un grupo de exsoldados del Palmaj fundó el kibutz Netiv HaLamed (en hebreo: נתיב הל"ה‎, La senda de los 35), cerca de la ruta del convoy.

## Identificación de 12 de los cuerpos
Después de la Guerra de independencia de Israel, cuando los cuerpos del Convoy de los 35 fueron devueltos a Israel, el Jefe del Rabinato de las FDI no pudo verificar la identidad de 12 de los cadáveres. El problema de la identificación se debió a la mutilación de los cuerpos. Para resolver el problema, el Rabino Aryeh Levin se entregó plenamente a la tarea de realizar la identificación de los cuerpos siguiendo las enseñanzas del Rabino Elijahu ben Shlomo Zalman (también conocido como el Gaón de Vilna). Llevando a cabo un proceso conocido como Goral HaGrá. Esta ceremonia es única y raramente es realizada. Este fue el ejemplo más conocido de su uso.